# 愛の教育
『愛の教育』（あいのきょういく）は、TBS制作で、TBS系列の「木曜座」（毎週木曜日22:00 - 22:55）の枠で、1980年（昭和55年）7月10日から同年10月2日まで放送されていたテレビドラマ。全13話。

## 概要
ヒロイン・成沢ユキは秋田の山奥の村で暮らしていたが、女手一つで田畑を守っていた母が亡くなり、四十九日法要を済ませたのち、村人たちの冷たい視線の中、村を後にして上京、東京都内のおもちゃ工場に就職、そして音信不通ながら東京に居るはずであろう弟・幹夫を捜し始める。そんな中、船員で海外に出ていたユキの叔父・敬造がユキの村に戻って来た。ユキの母の墓前を訪れ、その死を知って泣き明かし、そしてユキを追うように東京に向かった。ユキと再会した敬造は、ユキが自分の子供であることを告げる。しかし敬造は持病があり、それを患い始めたことに船医の佐山明は入院させるべく敬造を捜し始める。やがて佐山とユキは見えない糸で手繰り寄せられるように、惹かれるようになる。これに、ある事件の関係で敬造を追っているルポライターの藤代が絡んでくる…
敬造と佐山の二人の男性に影響されて様々な体験を重ねながら、自立し成熟した女性に目覚めていくユキのその様子を描いた。

## キャスト
- 成沢ユキ：桜田淳子
- 成沢敬造：夏八木勲（当時：夏木勲）
船員で独身、親類縁者には数年に一度ほどしか顔を見せず、風来坊的な性格で親類縁者からも厄介者のように思われている。
- 藤代：大谷直子
- 佐山明：名高達郎
- 竹田かほり
- 亜湖
- 成沢幹夫：芦川誠
- 牛島：中尾彬
藤代の取材してきた記事、レポートを扱う編集者。
- 岸川：頭師孝雄
藤代の前夫。
- 刑事：長塚京三

他

## スタッフ
- プロデューサー：篠原茂
- 脚本：岩間芳樹
- 音楽：深町純
- 演出：山田和也
- 局系列：JNN
- 制作：テレキャスト、TBS

主題歌
- 桜田淳子『夕暮れはラブ・ソング』（作詞：岡本おさみ　作曲・編曲：深町純　レーベル：ビクター音楽産業）

## サブタイトル
1. 1980年7月10日「北のふるさと」
2. 1980年7月17日「遠きにありて」
3. 1980年7月24日「糸のつなぎ目」
4. 1980年7月31日「ダイヤモンド」
5. 1980年8月7日「夜を縫う」
6. 1980年8月14日「嵐の夜の出来事」
7. 1980年8月21日「隠れ家」
8. 1980年8月28日「母の幻影」
9. 1980年9月4日「はじめてのキッス」
10. 1980年9月11日「夕暮れはラブ・ソング」
11. 1980年9月18日「夕暮れはラブ・ソング II」
12. 1980年9月25日「私のおじさん」
13. 1980年10月2日「卒業」